# Yuliana Angulo
Yuliana Angulo (* 6. Juni 1994 in Santo Domingo de los Colorados) ist eine ecuadorianische Leichtathletin, die im Sprint und Hürdenlauf sowie im Weitsprung an den Start geht.

## Sportliche Laufbahn
Erste internationale Erfahrungen sammelte Yuliana Angulo im Jahr 2010, als sie bei den Jugendsüdamerikameisterschaften in Santiago de Chile im Weitsprung ohne einen gültigen Versuch in die Wertung einging. Im Jahr darauf startete sie im 100-Meter-Hürdenlauf bei den Jugendweltmeisterschaften nahe Lille und schied dort mit 14,78 s in der ersten Runde aus. 2013 belegte sie bei den Südamerikameisterschaften in Cartagena mit 5,51 m Rang elf im Weitsprung und belegte mit der ecuadorianischen 4-mal-100-Meter-Staffel in 45,93 s den fünften Platz. Anschließend gewann sie bei den Panamerikanischen Juniorenmeisterschaften in Medellín mit 6,01 m die Bronzemedaille im Weitsprung und wurde bei den Juniorensüdamerikameisterschaften in Resistencia mit 5,89 m Vierte. Ende November erreichte sie bei den Juegos Bolivarianos in Trujillo mit 5,99 m Rang fünf. Im Jahr darauf nahm sie erstmals an den Südamerikaspielen in Santiago teil und gewann dort mit 6,10 m die Bronzemedaille hinter den Brasilianerinnen Keila Costa und Jéssica dos Reis und im Staffelwettbewerb belegte sie mit 45,43 s den vierten Platz. Im August gewann sie dann bei den Ibero-Amerikanischen Meisterschaften in São Paulo mit 6,33 m die Silbermedaille hinter der Spanierin Juliet Itoya und anschließend bei den U23-Südamerikameisterschaften in Montevideo mit 6,16 m die Bronzemedaille hinter der Venezolanerin Yulimar Rojas und Jéssica dos Reis aus Brasilien. Zudem wurde sie mit der Staffel in 47,81 s Vierte. Bei den IAAF World Relays 2015 auf den Bahamas siegte sie mit der 4-mal-100-Meter-Staffel mit 44,14 s im B-Finale und anschließend wurde sie bei den Südamerikameisterschaften in Lima im Finale im 100-Meter-Lauf disqualifiziert und gewann im Weitsprung mit 6,25 m die Bronzemedaille hinter der Peruanerin Paola Mautino und Tânia da Silva aus Brasilien. Zudem belegte sie mit der Staffel in 45,33 s den vierten Platz. Daraufhin nahm sie mit der Staffel an den Panamerikanischen Spielen in Toronto teil, verpasste dort aber mit 44,64 s den Finaleinzug.
2016 belegte sie bei den Ibero-Amerikanischen Meisterschaften in Rio de Janeiro mit 5,95 m den sechsten Platz im Weitsprung. Bei den IAAF World Relays 2017 in Nassau siegte sie in 44,26 s erneut im B-Finale. Im Juni belegte sie dann bei den Südamerikameisterschaften in Luque in 13,82 s den siebten Platz im 100-Meter-Hürdenlauf und gewann im Staffelwettbewerb in 44,53 s die Bronzemedaille hinter den Teams aus Brasilien und Kolumbien. Mit der Staffel startete sie im August bei den Weltmeisterschaften in London, verpasste dort aber mit 43,94 s den Finaleinzug. Nach einem wenig erfolgreichen Jahr 2018 begann sie 2019 mit dem Training in Spanien und nahm in diesem Jahr auch an den Panamerikanischen Spielen in Lima teil und erreichte dort mit 6,18 m Rang elf im Weitsprung. Kurz zuvor stellte sie in Ávila mit 6,60 m einen neuen Landesrekord auf. Bei den World Athletics Relays 2021 im polnischen Chorzów belegte sie mit der 4-mal-100-Meter-Staffel in 44,43 s Rang fünf und qualifizierte Ecuador damit für die Olympischen Spiele in Tokio. Beim Sportfest am 16. Mai 2021 in Leverkusen stellte sie mit 6,67 m erneut einen ecuadorianischen Nationalrekord im Weitsprung auf. Mit der 4-mal-100-Meter-Staffel nahm sie im August an den Olympischen Spielen in Tokio teil und verpasste dort trotz neuer Landesrekordzeit von 43,69 s den Finaleinzug.
2022 siegte sie mit 6,67 m beim Grande Prêmio Brasil Caixa und anschließend sicherte sie sich bei den Ibero-Amerikanischen Meisterschaften in La Nucia mit 6,48 m die Bronzemedaille hinter der Spanierin Fátima Diame und Evelise Veiga aus Portugal, ehe sie bei den Juegos Bolivarianos in Valledupar mit 6,24 m die Bronzemedaille hinter der Kolumbianerin Natalia Linares und Natalie Aranda aus Panama gewann. Im Juli schied sie bei den Weltmeisterschaften in Eugene mit 44,17 s im Vorlauf der 4-mal-100-Meter-Staffel aus und im September siegte sie mit 6,42 m bei der Hungarian GP Series - Pápa. Im Oktober gewann sie bei den Südamerikaspielen in Asunción mit 6,22 m die Bronzemedaille hinter der Brasilianerin Letícia Melo und Natalia Linares aus Kolumbien. Zudem kam sie mit der 4-mal-100-Meter-Staffel nicht ins Ziel. Im Jahr darauf gewann sie bei den Südamerikameisterschaften in São Paulo mit 6,26 m ebenfalls die Bronzemedaille hinter den Brasilianerinnen Eliane Martins und Lissandra Campos. Ende Oktober gelangte sie bei den Panamerikanischen Spielen in Santiago mit 6,24 m auf den vierten Platz. 2025 gewann sie bei den Südamerikameisterschaften in Mar del Plata mit 6,47 m die Bronzemedaille hinter der Kolumbianerin Natalia Linares und Lissandra Campos aus Brasilien.
2013 wurde Angulo ecuadorianische Meisterin im 100-Meter-Lauf sowie 2023 im Weitsprung und in der 4-mal-100-Meter-Staffel.

## Persönliche Bestzeiten
- 100 Meter: 11,50 s (0,8 m/s) A, 14. März 2015 in Cuenca
- 100 m Hürden: 13,59 s (−0,1 m/s), 20. Mai 2017 in Cuenca
- Weitsprung: 6,67 m (+1,8 m/s), 16. Mai 2021 in Leverkusen (ecuadorianischer Rekord)